# Nasty (Band)
Nasty ist eine 2004 gegründete Beatdown-Hardcore-Band aus Kelmis in Belgien.

## Geschichte
Die Gruppe wurde 2004 im belgischen Kelmis gegründet und besteht aus den Musikern Matthias (Gesang), Paddy (E-Gitarre), Nash (Schlagzeug) und Berry (E-Bass). In den ersten beiden Jahren des Bestehens entstanden die zwei Demo-CDs Van Damme (2004), diese erschien noch unter dem alten Bandnamen „Van Damme“, und The Beginning (2005).
Über Fuck This Recordings erschien 2006 das Debütalbum Declaring War. Die Band wechselte das Label und brachte am 16. Februar 2008 das zweite Album heraus. Dieses heißt Aggression und wurde von Goodlife Recordings finanziert. Auch Give a Shit, welches am 10. Juli 2010 erschien, wurde über Goodlife Recordings finanziert und veröffentlicht. Das vierte Studioalbum, welches den Namen Love trägt, erschien am 28. Februar 2013, dieses Mal über Beatdown Hardwear.
Der zweite Wechsel kam unter anderem zustande, da die Musiker mit den Werbetätigkeiten der Plattenfirma unzufrieden waren. Am 29. Juni 2012 spielte die Gruppe auf der Tentstage beim With Full Force. Dort trat die Band mit Eyes Set to Kill, Do or Die, Defeater, Poison Idea, We Butter the Bread with Butter und Emmure auf. Im April 2012 spielte die Gruppe bereits auf dem Impericon Festival in Leipzig. Dort spielte die Band unter anderem mit Parkway Drive, The Ghost Inside, Born from Pain, Set Your Goals, While She Sleeps und Caliban.
Im März und April 2013 tourte die Gruppe mit A Traitor Like Judas, CDC, Warhound und The Green River Burial im Rahmen der Taste of Anarchy Tour durch Deutschland, Belgien und die Niederlande. Im Juni 2013 folgte ein Auftritt auf dem Summerblast Festival in Trier. Im Dezember 2013 spielte Nasty mit Your Demise und Madball als Vorband für Deez Nuts eine Tournee in Europa: Die Auftritte fanden in Polen, Tschechien, in der Slowakei, Polen, Slowenien, Ungarn, Serbien, Rumänien, Bulgarien, Bosnien und Österreich statt. Am 26. Dezember 2013 spielten Nasty im Underground in Köln gemeinsam mit Science of Sleep, Coldburn und Desolated als Support für War from a Harlots Mouth auf deren Abschiedstournee.
Im Januar 2014 tourte die Gruppe mit Suicidal Tendencies, Terror, Strife, Evergreen Terrace, Ramallah und The Arrs im Rahmen der EMP Persistance Tour durch Europa.
Zudem traten sie in Leipzig und Köln bei den Impericon Festivals auf. Später tourten sie durch Asien und Südamerika. 2015 wird die Band anlässlich des neuen Albums Shokka, mit Lionheart, Desolated, Coldburn und Havenside unter dem Namen Taste of Anarchy Tour 2015 durch Europa touren. Zudem werden sie beim Beatdown Hardwear Fest und dem With Full Force auftreten.

## Diskografie

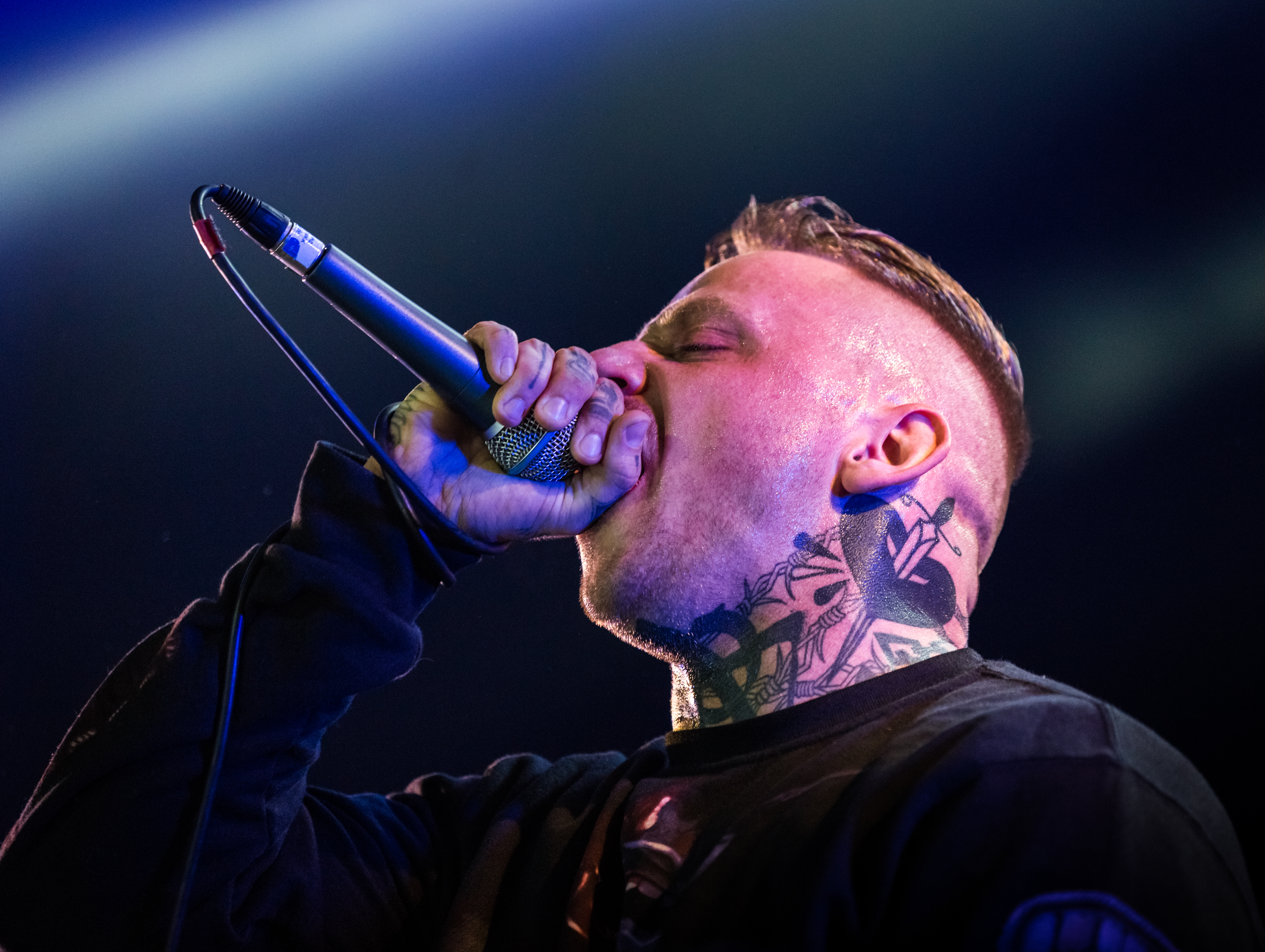
Nasty beim Wacken Open Air 2016

### Alben
- 2006: Declaring War (Fuck This Recordings)
- 2007: Declaring War (Redux) (Fuck This Recordings, Wiederveröffentlichung über Goodlife Recordings)
- 2008: Aggression (Goodlife Recordings)
- 2010: Give a Shit (Goodlife Recordings)
- 2013: Love (Beatdown Hardwear)
- 2015: Shokka (Beatdown Hardwear)
- 2017: Realigion (Beatdown Hardwear)
- 2020: Menace (Century Media)
- 2023: Heartbreak Criminals (Century Media)

### EPs
- 2017: NST RMX (Beatdown Hardwear)
- 2025: Black My Heart (Blood Blast Distribution)

### Demos
- 2004: Van Damme (Unter altem Namen „Van Damme“, Eigenveröffentlichung)
- 2005: The Beginning (Eigenveröffentlichung)